# Schimmels
Schimmels of zwammen, wetenschappelijke naam: Fungi (ook wel Myceteae) zijn de heterotrofe, eukaryotische organismen die samen het rijk van de Fungi vormen. Het wetenschappelijk onderzoek naar schimmels heet mycologie, en de onderzoekers worden mycologen genoemd.
Schimmels bestaan uit cellen met een of soms twee celkernen, met mitochondriën en een cytoskelet, maar in tegenstelling tot de dieren, waarvan ze de zustergroep vormen, hebben schimmels vaak celwanden.
Tot de schimmels behoren zowel meercellige organismen zoals paddenstoelen alsook eencellige organismen zoals gisten. Net als dieren en planten vormen schimmels een eigen rijk.
Schimmels planten zich zowel geslachtelijk als ongeslachtelijk voort. De geslachtelijke voortplanting vindt plaats door middel van sporen, de ongeslachtelijke voortplanting gebeurt op vegetatieve wijze met schimmeldraden of door knopvorming.
Als saprofyten (afbrekers of reducenten) spelen schimmels een belangrijke ecologische rol bij de biologische afbraak van dood plantaardig materiaal (bacteriën zijn vooral belangrijk bij de afbraak van dierlijk materiaal).
Het (vesiculaire) arbusculaire mycorrhiza (VAM), gevormd door symbiotische schimmels uit de orde Glomeromycetes, is voor de meeste kruidachtige plantensoorten van grote betekenis doordat ze de plantengroei bevorderen. Veel schimmels leven in mutualistische symbiose met planten in de vorm van een mycorrhiza, door bijvoorbeeld voor bomen mineralen te leveren en in ruil daarvoor suikers terug te krijgen voor hun eigen voeding. Ook orchideeën leven vaak in een symbiotische relatie met een schimmel. 
Korstmossen zijn schimmels die in mutualistische symbiose leven met algen (bepaalde groenwieren of blauwwieren, zelden zowel groen- als blauwwieren). 
Op deze wijze verhogen veel schimmelsoorten hun overlevingskansen in moeilijkere omstandigheden.

## Eigenschappen

### Vorm en grootte
Er zijn zowel eencellige schimmels, zoals gisten, als meercellige schimmels.
Meercellige schimmels leven op een vaste ondergrond, bijvoorbeeld op de bodem of op (al dan niet levend) hout van bomen. Meercellige schimmels hebben een thallus, in tegenstelling tot planten en dieren die een 'compact' lichaam bezitten. Dit thallus bestaat uit in de ondergrond groeiende schimmeldraden (hyfen), microscopisch dunne draden met een doorsnee van 2 tot 100 micrometer, die samen een netwerk vormen. Het hele netwerk van draden wordt mycelium of zwamvlok genoemd. De vorm van de schimmeldraden hangt sterk van de soort schimmel af. Bij op planten parasiterende soorten zitten vaak aan het einde van de schimmeldraad haustoriën: zuigende organen die in de cellen van de plant doordringen om daar voedingsstoffen te onttrekken. Sommige schimmels zijn carnivoor: ze kunnen in hun netwerk van schimmeldraden kleine dieren als rondwormen vangen. Bij sommige soorten liggen bundels schimmeldraden parallel naast elkaar; deze bundels worden synnemata of rizomorfen genoemd en kunnen wel op de wortels van planten lijken.
Het opvallendste deel van meercellige schimmels zijn de bovengrondse vruchtlichamen en minder de ondergrondse schimmeldraden. Deze organen worden paddenstoelen genoemd en dienen voor de voortplanting. Ze kunnen behalve verschillende kleuren ook veel verschillende vormen hebben, zoals hoedvormig, rond, kokervormig, knolvormig of in de vorm van korsten. Hoewel ze voor mensen het opvallendste deel zijn, vormen ze maar een klein deel van het organisme. Bij sommige soorten, zoals truffels, zit het vruchtlichaam ondergronds. Het vruchtlichaam bestaat niet uit echt weefsel, maar uit nauw vervlochten schimmeldraden. Men spreekt daarom wel van "schijnweefsel". Paddenstoelen hebben een deel dat hymenofoor genoemd wordt, met een hymenium, het deel waarin zich de sporen ontwikkelen.
Sclerotia en stromata zijn grote structuren die een schimmel vormt. Met sclerotia kan de schimmel de winter overleven. Stromata zijn weefsels waarin of waarop de pycnidiën liggen.
Lang niet alle schimmels vormen vruchtlichamen. Er zijn ook soorten die bovengronds te zien zijn als een witte of grijze laag aanslag. Deze aanslag kan men bijvoorbeeld aantreffen op bedorven voedsel en op muren, en wordt ook wel beschimmeling genoemd. Schimmels zonder vruchtlichaam zijn bijvoorbeeld Acremonium, Alternaria, Aspergillus, Cladosporium, Fusarium, Mucor, Penicillium, Rhizopus, Stachybotrys, en Trichoderma.
De grootte van schimmels kan sterk verschillen: er bestaan microscopisch kleine soorten, maar ook soorten die gigantische afmetingen kunnen aannemen. Een honingzwam (Armillaria ostoyae) in de Amerikaanse staat Oregon is naar schatting 2400 jaar oud, en heeft een ondergronds mycelium met een omvang van 890 hectare. Daarmee is deze schimmel het grootste organisme ter wereld. Ook in het Engadin in Zwitserland is een schimmel met een grote omvang bekend. Hier is de schimmel ongeveer duizend jaar oud, ongeveer 800 meter lang en 500 meter breed.

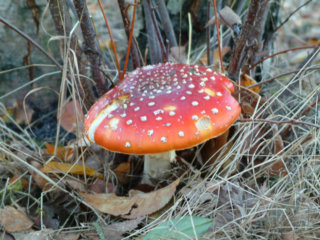
Vliegenzwam (Amanita muscaria)

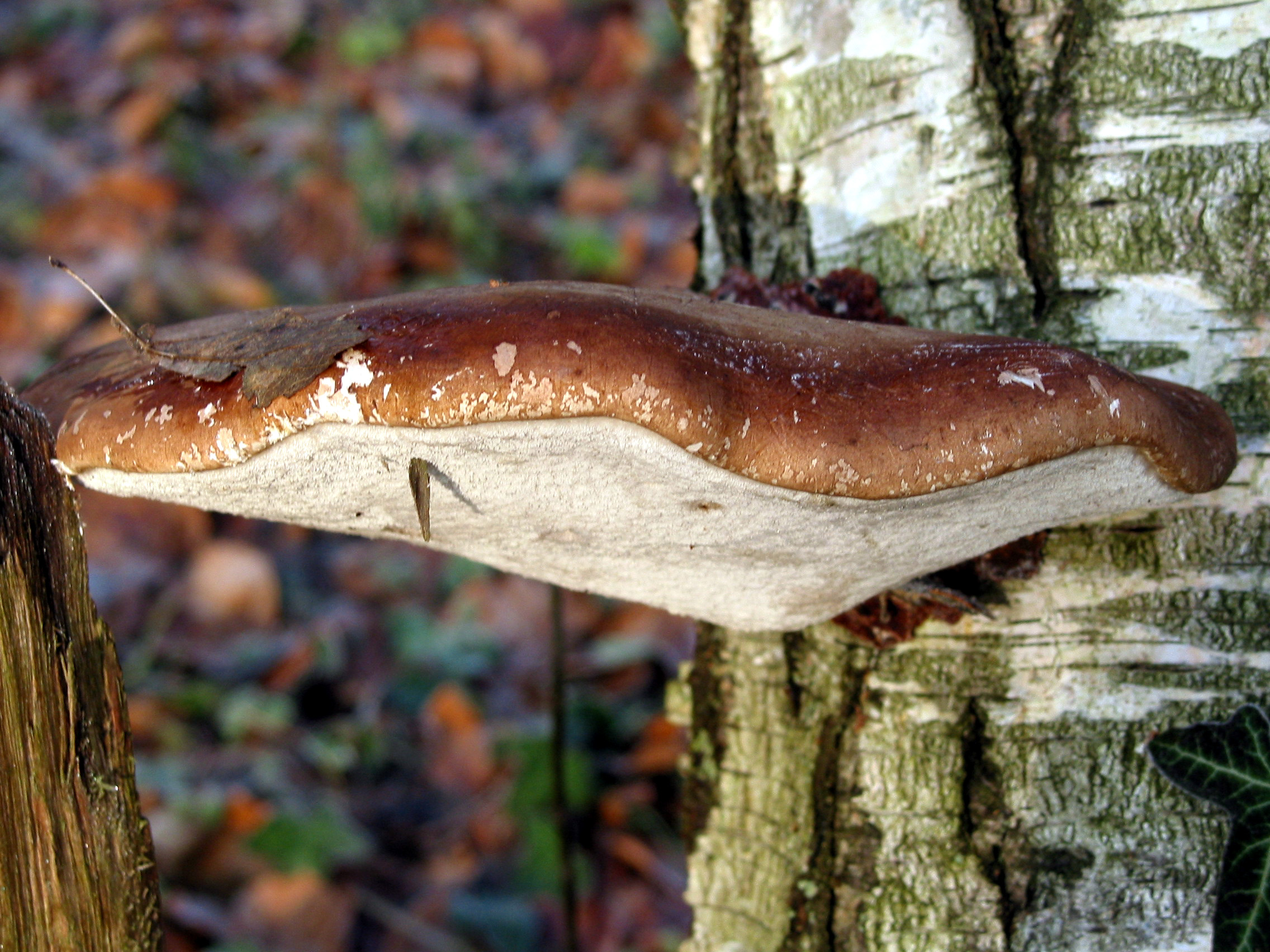
Berkenzwam (Piptoporus betulinus)

### Celopbouw
Schimmeldraden bestaan uit cellen, gescheiden door septa waarin poriën zitten, zodat uitwisseling van cytoplasma tussen de verschillende cellen mogelijk is. Aan het uiteinde van de schimmeldraden zit een spitzenkörper. Hierdoor kan een schimmeldraad apicaal groeien. De celwanden van de schimmeldraden bestaan uit onder andere chitine, glycogeen, lipiden en eiwitten.
- Schimmels zijn eukaryote organismen. Dit wil zeggen dat hun cellen een kern bevatten (sommige schimmels hebben zelfs meerkernige cellen).
- Schimmelcellen hebben een celwand van chitine en hebben net als planten een vacuole. De meeste schimmelcellen zijn door septa verdeeld in compartimenten.

### Stofwisseling
- Schimmels zijn heterotroof: ze bevatten geen bladgroen en voeren dus ook geen fotosynthese uit.
- Schimmels zijn chylotroof: in tegenstelling tot dieren hebben ze een uitwendige voorvertering.

### Levenscyclus
Schimmels planten zich over het algemeen voort met sporen. Deze ontstaan in het vruchtlichaam of aan het uiteinde van schimmeldraden. Een dergelijk vruchtlichaam kan ontstaan door bevruchting.
Schimmels kunnen verschillende levensvormen aannemen: van eenvoudige tot ingewikkelde levensvormen en levenscycli. Sommige schimmels zijn eencellig, of kunnen zowel een meercellige als eencellige levensvorm aannemen. De schimmels die in deze eencellige levensvorm voorkomen noemt men gisten. De zwammen die vruchtlichamen vormen noemt men de hogere zwammen. De zwammen die geen vruchtlichamen vormen noemt men lagere zwammen.

### Reproductie

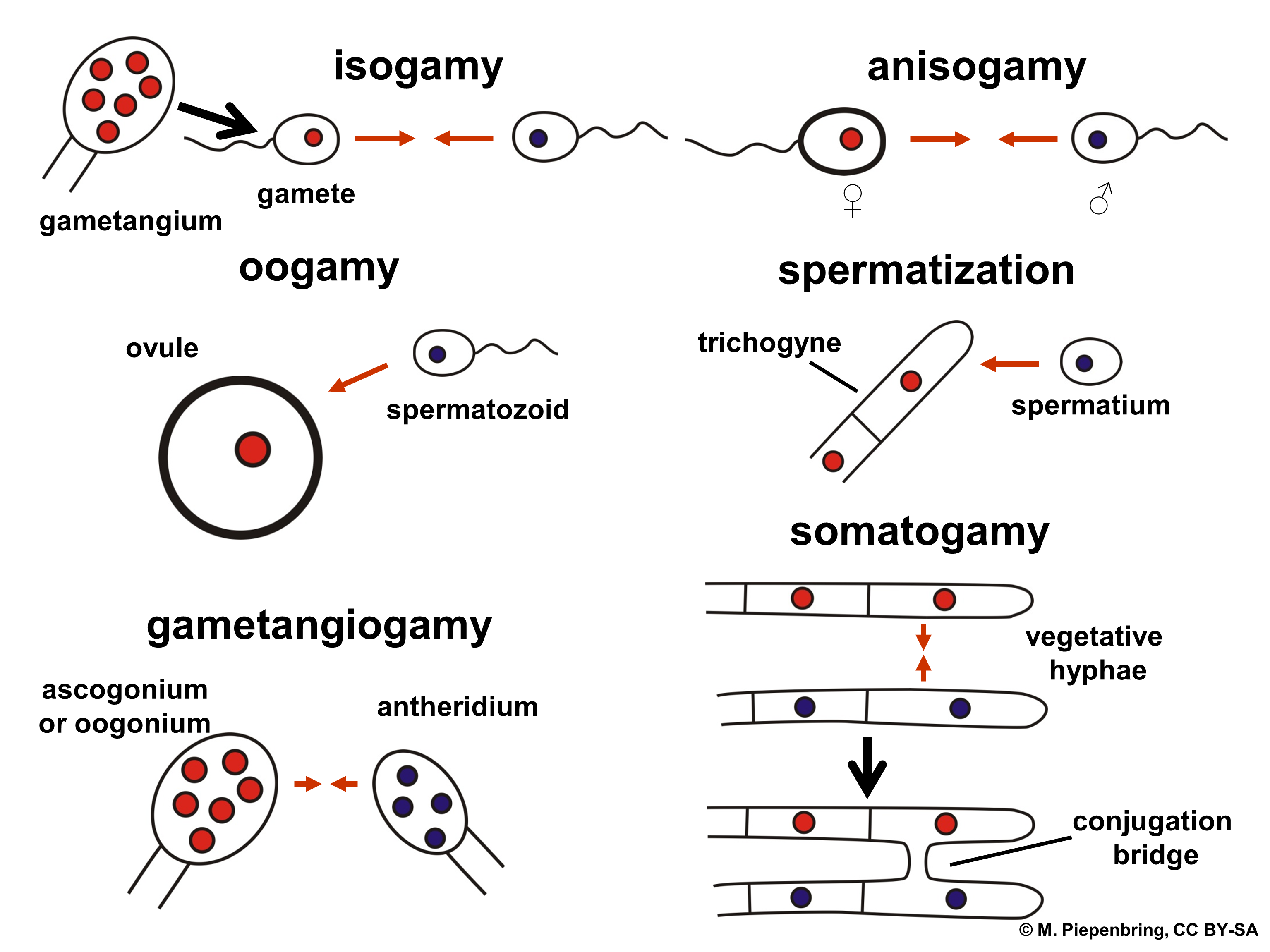
typen repoductie bij schimmels

De groei van schimmels komt tot uiting in het langer worden van de hyfen (schimmeldraden) en het vergroten van het mycelium. Dit proces heet hyfale extensie. Gisten zijn eencellige fungi die zich zowel aseksueel als seksueel kunnen voortplanten. Aseksuele voortplanting gebeurt meestal via knopvorming.
Wanneer een schimmel na mitose sporen vormt is er sprake van ongeslachtelijke voortplanting. Deze ongeslachtelijke sporen (mitosporen) groeien na kieming weer uit tot dezelfde schimmel. Bij de meeste schimmels worden deze sporen conidiosporen of sporangiosporen genoemd.
Geslachtelijke voortplanting verloopt in drie stappen:
1. Plasmogamie: de fusie van het cytoplasma van twee haploïde geslachtelijke cellen van verschillend geslacht. De resulterende cel heeft twee haploïde celkernen.
2. Karyogamie: de fusie van twee haploïde celkernen tot een diploïde celkern (zygote).
3. Meiose: reductiedeling, waarbij haploïde sporen ontstaan.

Deze geslachtelijke sporen groeien na kieming weer uit tot een nieuw mycelium. Er bestaan verschillende types van seksuele sporen, naargelang het fylum waartoe de fungi behoren. Als schimmels zich zowel geslachtelijk als ongeslachtelijk kunnen voortplanten worden ze perfecte fungi genoemd. Fungi imperfecti vormen geen geslachtelijke sporen.

## Levenswijze en ecologische rol

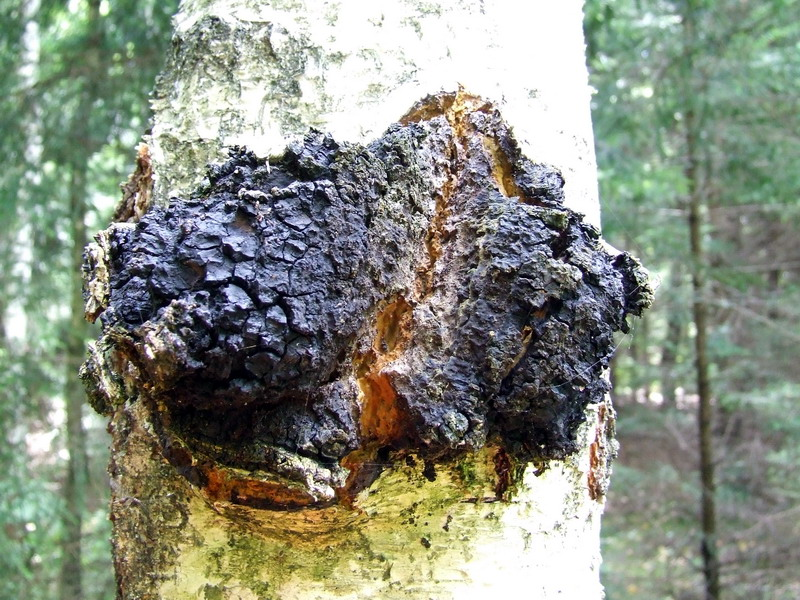
Berkenweerschijnzwam (Inonotus obliquus), een medicinale zwam die parasiteert op berken en voorkomt in koude streken.

De schimmels kunnen worden ingedeeld naar hun levenswijze:
- saprofytisch: leven van dood organisch materiaal
- parasitair: dringen een organisme binnen en leven ten koste van dat organisme
- symbiotisch (mutualistisch): leven samen met een ander organisme

Schimmels spelen samen met bacteriën een belangrijke rol als reducenten in de meeste ecosystemen. Alle schimmels zijn heterotroof, dat wil zeggen dat ze voor hun stofwisseling afhankelijk zijn van door andere levensvormen aangemaakt organisch materiaal.

### Saprofytische schimmels

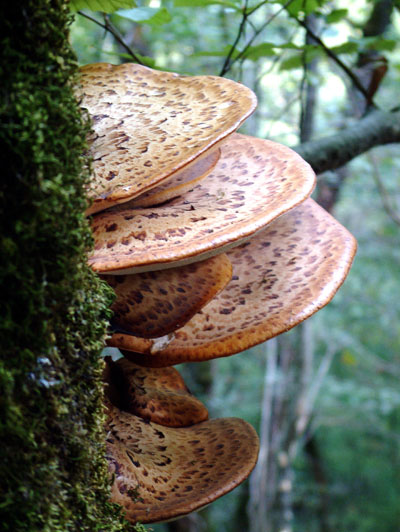
De zadelzwam (Polyporus squamosus) leeft als reducent op dood hout, maar ook als zwakteparasiet op verzwakte of zieke bomen.

De meeste schimmels zijn saprofyten: ze gebruiken de resten van dode dieren en planten als voedsel. Schimmels zorgen samen met bacteriën en kleine diersoorten als regenwormen dat resten van dode planten in humus worden omgezet. Schimmels zijn bijna de enige organismen die lignine, een complexe stof waaruit de celwanden van planten zijn opgebouwd, kunnen afbreken (depolymerisatie) en als voedingsstof gebruiken. Ook spelen ze een belangrijke rol bij de afbraak van andere biopolymeren: de complexe koolhydraten cellulose en hemicellulose en het eiwit keratine. De daarbij in de bodem  vrijkomende stoffen kunnen, opgelost in het bodemvocht, door planten opgenomen worden.

### Symbiose met planten
Schimmels leven vaak in symbiose met planten. Aangenomen wordt dat 80 tot 90% van alle planten in symbiose met schimmels leven. De meest voorkomende manier is de mycorrhiza, een mantel van schimmeldraden die de haarwortels van planten omhult. Mycorrhiza is een mutualistische relatie: de relatie is zowel voor de plant als de schimmel voordelig. De plant kan meer voedingsstoffen opnemen met zijn haarwortels, omdat de schimmeldraden de bodem veel kleinschaliger omwerken dan de wortels van de plant dat kunnen. Hierdoor kunnen er gemakkelijker mineralen door de boom uit de bodem opgenomen worden. Omdat het mycelium van de schimmel de haarwortels van de plant omgeeft zijn deze ook beter beschermd tegen uitdroging en aantasting door parasieten. De schimmel ontvangt in ruil daarvoor koolhydraten van de plant, die deze door fotosynthese in haar bladeren produceert en ook naar de wortels aanvoert.
Vooral in voedingsstofarme bodems zijn de extra voedingsstoffen die de plant dankzij de mycorrhiza binnenkrijgt van vitaal belang. Dankzij mycorrhiza kunnen planten op plekken groeien waar ze anders niet zouden overleven. De symbiose tussen plant en schimmel verrijkt op die manier het plaatselijke ecosysteem.
Voorbeelden van een dergelijke mutualistische symbiose tussen schimmels en hogere planten zijn vliegenzwammen onder berken, en eekhoorntjesbrood onder eiken. Zeer algemeen voorkomend bij hogere planten, maar alleen microscopisch waarneembaar is het (vesiculair) arbusculair mycorrhiza.
Daarnaast zijn er de schimmels die in mutualistische symbiose leven met groenwieren of met cyanobacteriën of met beide. Deze symbioses worden korstmossen of lichenen genoemd. Korstmossen kunnen een belangrijk deel vormen van pioniervegetaties doordat ze betrekkelijk goed bestand zijn tegen straling, hoge en lage temperaturen en uitdroging.

### Symbiose met dieren
Sommige kevers hebben een larvestadium dat uitsluitend hout eet, maar het hout alleen kan verteren als het is aangetast door bepaalde schimmels. Een voorbeeld zijn de larven van het vliegend hert (Lucanus cervus), een grote kever waarvan de larven vier tot acht jaar van vermolmd hout leven. Het hout moet echter zijn aangetast door witrotschimmels, die de houtvezels afbreken maar de koolhydraten ongemoeid laten en hiervan leeft de keverlarve. Hout dat is aangetast met schimmels die naast de houtvezels ook de koolhydraten afbreken - de bruinrotschimmels - is ongeschikt als voedsel.
Sommige lieveheersbeestjes (Coccinellidae) leven van schimmels. Een voorbeeld is het meeldauwlieveheersbeestje (Halyzia sedecimguttata), dat van de schimmel meeldauw leeft. Doordat de schimmelsporen aan de kever blijven plakken, is het niet alleen een vijand, maar ook een belangrijke verspreider van de schimmel.
Verschillende groepen van mieren kweken schimmels uit de orde Agaricales, als hun belangrijkste bron van voedsel.

### Parasitaire schimmels

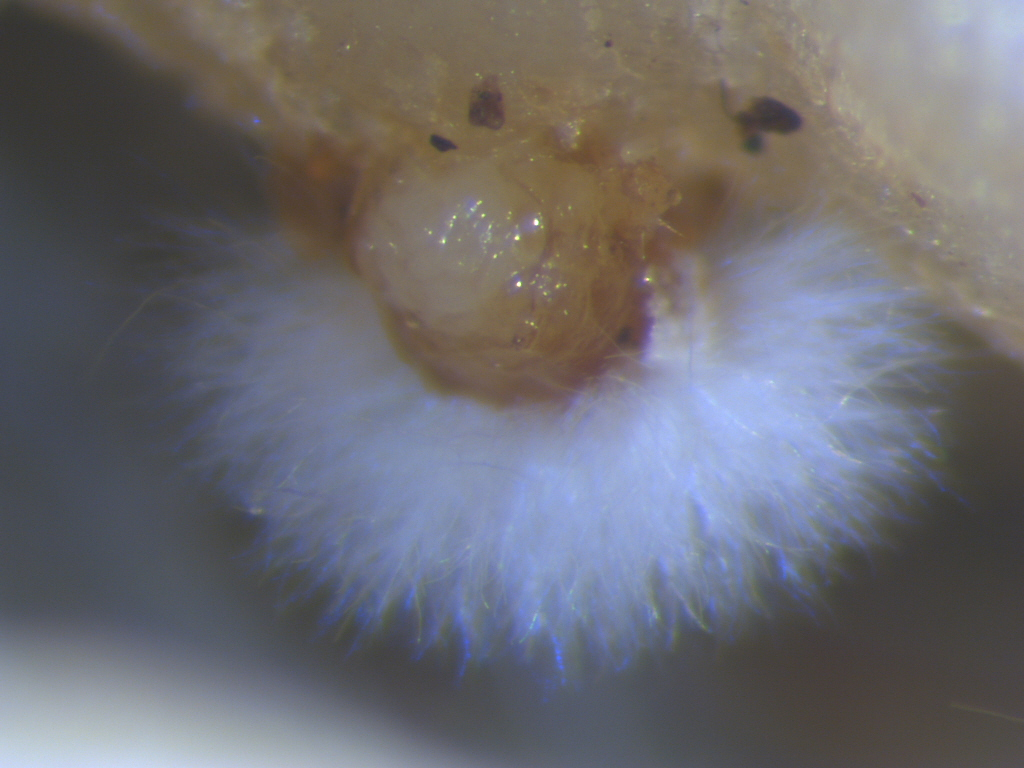
Meloidogyne incognita-eitjesmassa geparasiteerd door een schimmel

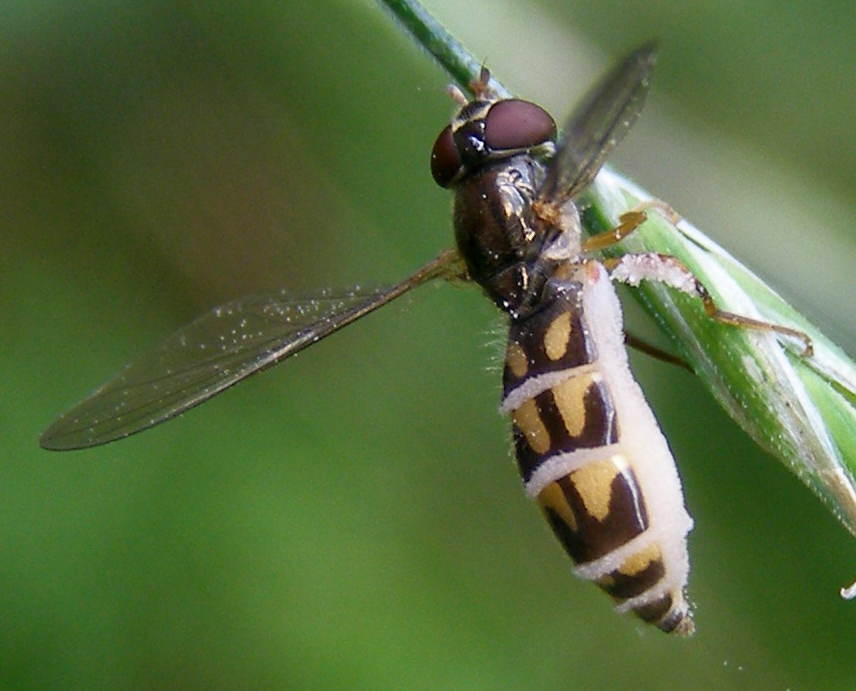
Slanke driehoekszweefvlieg besmet door Entomophthora muscae, een entomopathogene schimmel

Veel schimmels leven van dood plantaardig materiaal; er zijn echter ook schimmels die levend plantaardig of dierlijk materiaal als voedsel gebruiken: ze leven als parasieten op planten of insecten (entomopathogene schimmels). Parasitaire schimmels die vooral op zwakke of oude organismen groeien worden zwakteparasieten genoemd. De schimmel-infectie, mycose genoemd, kan bij de gastheer ernstige ziekten veroorzaken en zorgen dat hij gedeeltelijk of geheel afsterft. Bomen die gevoelig zijn voor schimmelinfecties zijn bijvoorbeeld iepen of kastanjes.
In de land- en tuinbouw kunnen grootschalige schimmelinfecties voor mislukte oogsten zorgen. Voorbeelden van economisch schadelijke parasitaire schimmels zijn builenbrand (Ustilago maydis) op mais, steenbrand (U. hordei) op tarwe en gerst, moederkoorn (Claviceps purpurea) op rogge en tarwe, de verwelkingszwam (Verticillium) op loofbomen als laurierkers (veroorzaakt de verwelkingsziekte), de schurftschimmel (Venturia inaequalis) op onder andere appelbomen (veroorzaakt schurft), perenroest (Gymnosporangium fuscum) op met name jeneverbessen, het meniezwammetje (Nectria cinnabarina), dat vormen van boomkanker bij diverse bomen veroorzaakt of meeldauw (Erysiphaceae) op veel verschillende soorten planten.

## Evolutie
Vergeleken met het fossielenbestand van planten en dieren is dat van schimmels erg mager. Een van de factoren die de ondervertegenwoordiging van schimmels verklaart, is de aard van hun vruchtlichamen – deze bestaan uit zachte, vlezige en makkelijk afbreekbare weefsels. Een andere mogelijke factor is dat veel soorten microscopisch klein zijn en niet gemakkelijk gevonden worden. Microfossielen van schimmels zijn moeilijk te onderscheiden van die van andere micro-organismen, en zijn het makkelijkst te identificeren wanneer ze op nog levende, niet-uitgestorven soorten lijken. De monsters die gebruikt worden zijn meestal afkomstig van versteende planten- of dierenresten. De resten worden verwerkt tot flinterdunne preparaten die bestudeerd kunnen worden onder een optische microscoop of transmissie-elektronenmicroscoop. Compressiefossielen worden bestudeerd door de omringende matrix in zuur op te lossen, en vervolgens de oppervlaktedetails te bekijken met een licht- of transmissie-elektronenmicroscoop.
De vroegste fossielen die typische schimmelkenmerken vertonen, zijn gedateerd op het proterozoïcum, ongeveer 1,4 miljard jaar geleden. De structuur van deze meercellige benthale organismen, die tot anastomose in staat waren, bestond uit filamenten met septa. In recenter onderzoek (2009) wordt geschat dat de schimmelachtige organismen 760 tot 1060 Ma geleden verschenen. Deze schatting is gebaseerd op de vergelijking van evolutiesnelheden in nauw aan elkaar verwante groepen. Het lijkt erop dat gedurende een groot deel van het Paleozoïcum (542 tot 251 Ma geleden) de schimmels in het water leefden en de organismen gelijkenis vertoonden met de huidige Chytridiomycota, daar ze ook sporen met een flagellum (zweephaartje) bezaten.
De evolutionaire aanpassing van een aquatische levensstijl (gericht op het water), naar een terrestrische (gericht op het land), leidde tot een grotere diversiteit aan ecologische strategieën voor het verkrijgen van voedingsstoffen. Enkele voorbeelden hiervan zijn onder andere parasitisme, saprotrofie en de ontwikkeling van mutualistische symbiose, zoals mycorrhiza en lichenificatie. Een onderzoek van recente datum (2009) lijkt aan te tonen dat saprotrofie de ecologische strategie van de voorlopers van de Ascomycota was en dat lichenificatie diverse malen onafhankelijk is geëvolueerd.
Naar alle waarschijnlijkheid koloniseerden de schimmels het land gedurende het Cambrium (542 - 488,3 Ma geleden), wat een stuk eerder is dan de landplanten. Gefossiliseerde schimmeldraden en sporen die zijn gevonden in het gesteente van het Ordovicium van Wisconsin (460 Ma geleden) vertonen gelijkenis met de hedendaagse Glomerales, en bestonden in een tijd dat de landflora hoogstwaarschijnlijk bestond uit niet-vasculaire, mosachtige planten (Bryophyta). Prototaxites, die mogelijk een schimmel of korstmos was, zou het langste organisme van het late Siluur zijn geweest. Schimmelfossielen worden pas algemeen in het vroege Devoon (416–359,2 Ma geleden), waar ze in grote aantallen in de Rhynie Chert gevonden zijn, meestal in de vorm van Zygomycota en Chytridiomycota. Vrijwel tegelijkertijd, ongeveer 400 Ma geleden, zijn de stammen Ascomycota en Basidiomycota uit een gemeenschappelijke voorouder ontstaan. Vanaf het late Carboon (Pennsylvanien, 318,1–299 Ma geleden) zijn alle hedendaagse schimmelklassen aanwezig.

## Classificatie
Voor de opkomst van de moleculaire fylogenetica rekenden biologen de schimmels tot het rijk der planten, vanwege overeenkomsten in levensstijl. Net als planten zijn schimmels sessiel, ze hebben daarnaast vergelijkbare vormen (overeenkomstige morfologie) en leven in vergelijkbare habitats (op bodems). Daarnaast bezitten schimmels net als planten een celwand, een eigenschap die de dieren missen. Tegenwoordig worden schimmels echter niet meer tot de planten gerekend en is zelfs bekend geworden dat ze nauwer verwant zijn met de dieren.

### Taxonomische en fylogenetische indeling
Uit moleculair-genetisch onderzoek is gebleken dat schimmels het nauwst verwant zijn aan de meercellige dieren (Metazoa) en hun zustergroep, de Choanoflagellata. Vooral de tot de laatste groep behorende Mesomycetozoa zouden nauw verwant zijn aan de schimmels. Van de Microsporidia is nog onduidelijk of ze tot de schimmels behoren of een zustergroep vormen. De clade die zowel de dieren, schimmels als Choanomonada omvat wordt Opisthokonta genoemd.
De fylogenetische verwantschappen binnen de Opisthokonta worden nog onderzocht en steeds herzien. Het rijk der schimmels kan ingedeeld worden in verschillende stammen en klassen. Een aan recentere (2017) inzichten aangepaste fylogenetische indeling van de verscheidenheid van schimmels wordt weergegeven in onderstaande tabel.
De ascomyceten en basidiomyceten samen vormen de clade dikarya of dikaryomycota. 
Van veel schimmels is geen geslachtelijke voortplanting bekend. Ze zijn ingedeeld in een 'restgroep' (incertae sedis). Vaak blijkt bij nader onderzoek dat ze bij de ascomyceten horen. Dit nader onderzoek kan bijvoorbeeld DNA-onderzoek zijn.

### Naamgebruik
In de studie van zwammen maakt men zowel gebruik van de Nederlandse als de botanische naam. Zo hebben veel hogere zwammen een Nederlandse naam. Deze is in de meeste gevallen afgeleid van uiterlijke kenmerken zoals de kleur van de paddenstoelen. Er is een grote diversiteit aan geslachten. Er is een klein aantal goede boeken met afbeelding of kleurenfoto, en een correcte beschrijving. Mycologen maken dikwijls gebruik van tekstboeken in andere talen. Daarom is de studie van de mycologie eigenlijk alleen goed mogelijk met gebruik van de wetenschappelijke naam. Er worden geregeld naamsveranderingen doorgevoerd, er worden soorten verplaatst naar andere geslachten of ze worden opgedeeld in nieuwe taxa, maar behouden de taxa hun Nederlandse naam.
Namen worden gegeven door de commissie Nederlandse namen. Deze is opgericht in de schoot van de Nederlandse Mycologische vereniging (NMV). De commissie bestaat naast leden van het NMV ook uit vertegenwoordigers van de Koninklijke Vlaamse Mycologische Vereniging (KVMV). In 2017 kreeg de commissie de Lofprijs der Nederlandse Taal.

## Betekenis voor de mens

### Geschiedenis
Voor de herkomst van het woord schimmel geeft het Woordenboek der Nederlandsche Taal als bron het Middelnederlandse woord scimmel, wat roest betekent, en het Middelnederduitse woord schimmel en vermeldt dat het van dezelfde woordstam afkomt als het woord schemer. Het woord zwam komt af van het Germaanse swamma en betekende paddenstoel.
Men weet niet zeker waar de woorden fungus en mycoloog vandaan komen. Een van de hypothesen gaat terug naar de antieke oudheid. Griekse geschriften waarschuwden voor het gebruik van paddenstoelen en wezen op hun giftigheid. Hippocrates en Euripides raadden het gebruik van paddenstoelen dan ook sterk af.
- mykes (Grieks) = paddenstoel
- fungus (Latijn): samentrekking van funus ago? (vrij vertaald als ik maak een lijk of ik ben dodelijk)

Het gebruik van paddenstoelen door de eeuwen heen kende vele hoogten en laagtes. Perioden van interesse en verafschuwing van paddenstoelen wisselden elkaar af. Het oudste gebruik van paddenstoelen vindt men terug in de religie, waar ze gebruikt werden als hallucinogene middelen.
In de antieke oudheid was er een grote tegenstelling tussen het Griekse volk en de Romeinse overheerser: terwijl Grieken paddenstoelen verafschuwden, waren de Romeinen echte fijnproevers. Bij de Romeinen traden dan ook weleens 'ongelukken' op. Het bekendste voorbeeld hiervan bracht keizer Nero aan de macht. De heersende keizer (Claudius I) was een liefhebber van paddenstoelen en door een maaltijd werden dodelijk giftige groene knolamanieten gemengd.
In de Middeleeuwen stonden paddenstoelen in een slecht daglicht. Ze werden geassocieerd met toverij door de vele vergiftigingen met onder andere moederkoren. Verder was het gewone volk arm en ging men dus vaak uit noodzaak voedsel (en dus ook paddenstoelen) in het bos zoeken. Doordat velen geen kennis hadden van de mycologie, werden wel eetbare met dodelijk giftige paddenstoelen verwisseld. Dit zorgde ervoor dat mycologen werden gemeden en men sprak dan ook vaak van hekserij.
Tijdens de Renaissance kwam men uit deze donkere periode. De opkomst van de boekdrukkunst maakte de verspreiding van kennis, naamgeving en studie mogelijk. Deze kennisoverdracht zorgde voor een hernieuwde interesse in de mycologie. In de 17e eeuw werd de microscoop uitgevonden. Dit bleek essentieel bij de studie van paddenstoelen, omdat vele nieuwe kenmerken van paddenstoelen ontdekt werden.
Men moet eer betuigen aan de onbeperkte macht van de goddelijke maker van deze zwammen, waarvan de voortplanting zonder zaadjes gebeurt. (John Ray)
In de 18e eeuw werd door Antonio Micheli (1679-1737) ontdekt dat sporen uit sporenzakjes nieuwe zwammen konden doen ontstaan. Dit wereldschokkend nieuws werd toen als ketterij afgedaan (organismen konden zich enkel met zaadjes voortplanten). Zijn werk werd dan ook vergeten en nadien overgedaan. In de 19e eeuw beschreef Elias Magnus Fries (1794-1878) ruim 3000 soorten schimmels in zijn Systema mycologicum, terwijl De Bary (1831-1888) de basis legt van de huidige mycologie in zijn werk Morphologie und Biologie der Pilze, Flechten und Myxomyceten.
Sommige schimmels kunnen bij de mens ziekten veroorzaken zoals zwemmerseczeem, baardschurft en het tegenwoordig zeldzame kletskop. Deze ziekten zijn vaak goed te bestrijden. Een kalknagel is echter een lastig te bestrijden infectie van de nagels.
Bij planten zijn schimmels vaker veroorzaker van ziekten zoals de aardappelziekte of phytophthora, schurft en vruchtboomkanker op fruitbomen, roest, meeldauw, verwelkingsziekten en vele bladvlekkenziekten. Deze ziekten kunnen vaak ernstige gevolgen hebben, wanneer een oogst door aantasting van een schimmel mislukt, zoals de hongersnood in Ierland door de aardappelziekte in 1845 en 1847.
Schimmels zijn leveranciers van antibiotica.

### Schimmelinfectie
Candidiasis of ook wel candidose is een veel voorkomende schimmelinfectie (mycose). Het vakgebied dat zich hiermee bezighoudt is de medische microbiologie.

### Schimmels in het dagelijks leven
In het dagelijks leven komt men schimmels en hun producten overal tegen:
- in Franse kaas, bijvoorbeeld in Brie en blauwschimmelkaas
- (bakkers)gist als ingrediënt van brood, en voor de bereiding van bier en wijn (in alle drie de gevallen is Saccharomyces cerevisiae de verantwoordelijke schimmel)
- in de natuur als paddenstoelen, elfenbankjes en korstmossen (schimmels die in symbiose leven met algen)
- in het eten als champignons en shiitakes
- als beschimmeling bij het bederf van etenswaren als brood, jam, groente en fruit; daarbij ziet men dan vaak een groene of witte harige groei aan het oppervlak
- als beschimmeling op vochtige muren en plafonds, bijvoorbeeld in badkamers en kelders
- op de huid, bijvoorbeeld als zwemmerseczeem of kalknagels
- in koelkasten, ook in de vorm van slijmzwammen die eruitzien als een slijmerige afzetting
- in antibiotica, bijvoorbeeld penicilline
- in textiel dat vochtig is of is geweest (bijvoorbeeld tentdoek), men zegt dan dat "het weer erin zit".

Schimmels zijn dikwijls ook waarneembaar door hun geur; alhoewel schimmelgeur niet eenduidig is, wordt deze meestal omschreven als muf, stoffig of grondlucht; sommige schimmels of zwammen hebben een aardappel- of spermageur.

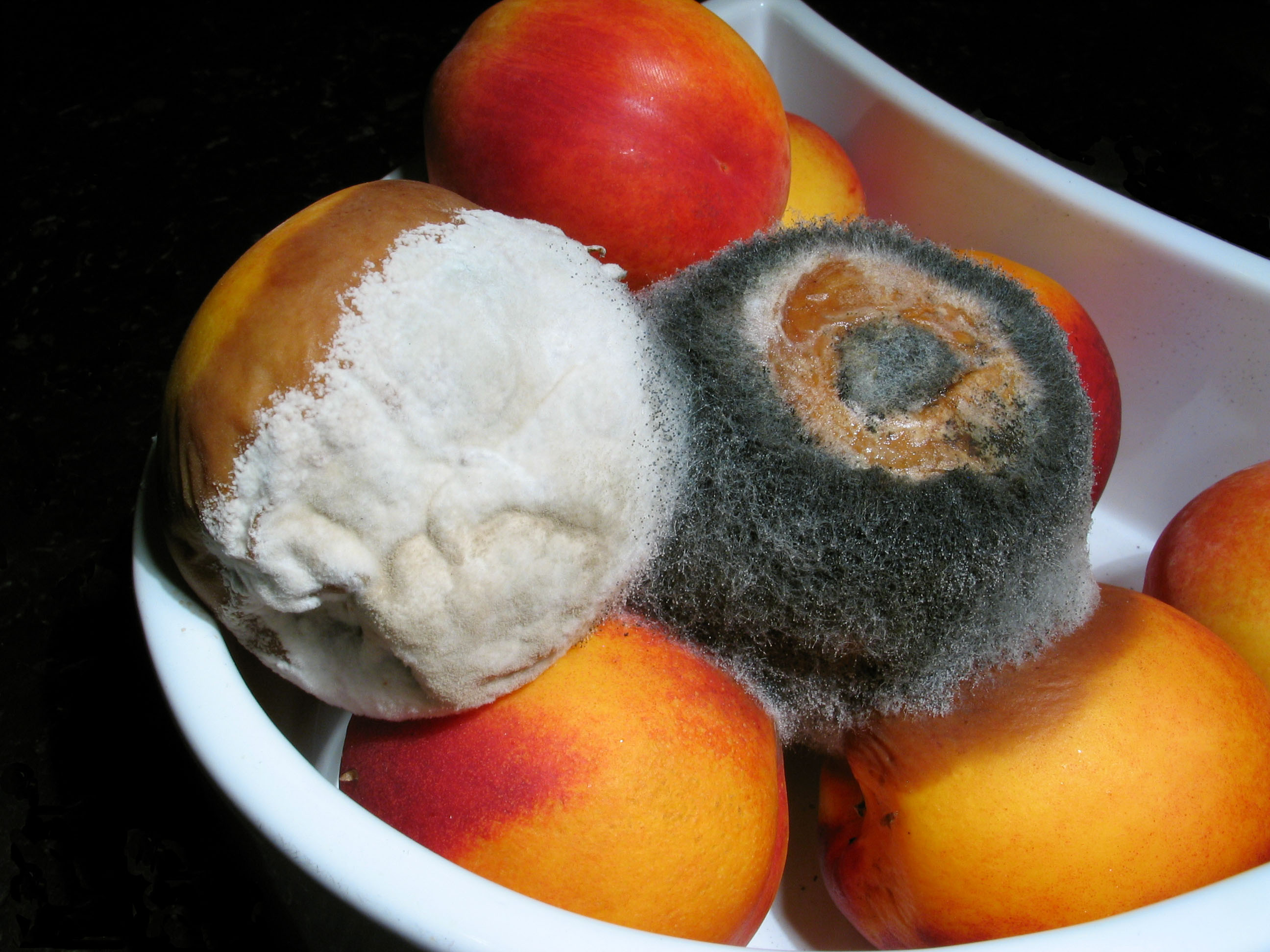
Beschimmelde nectarines.
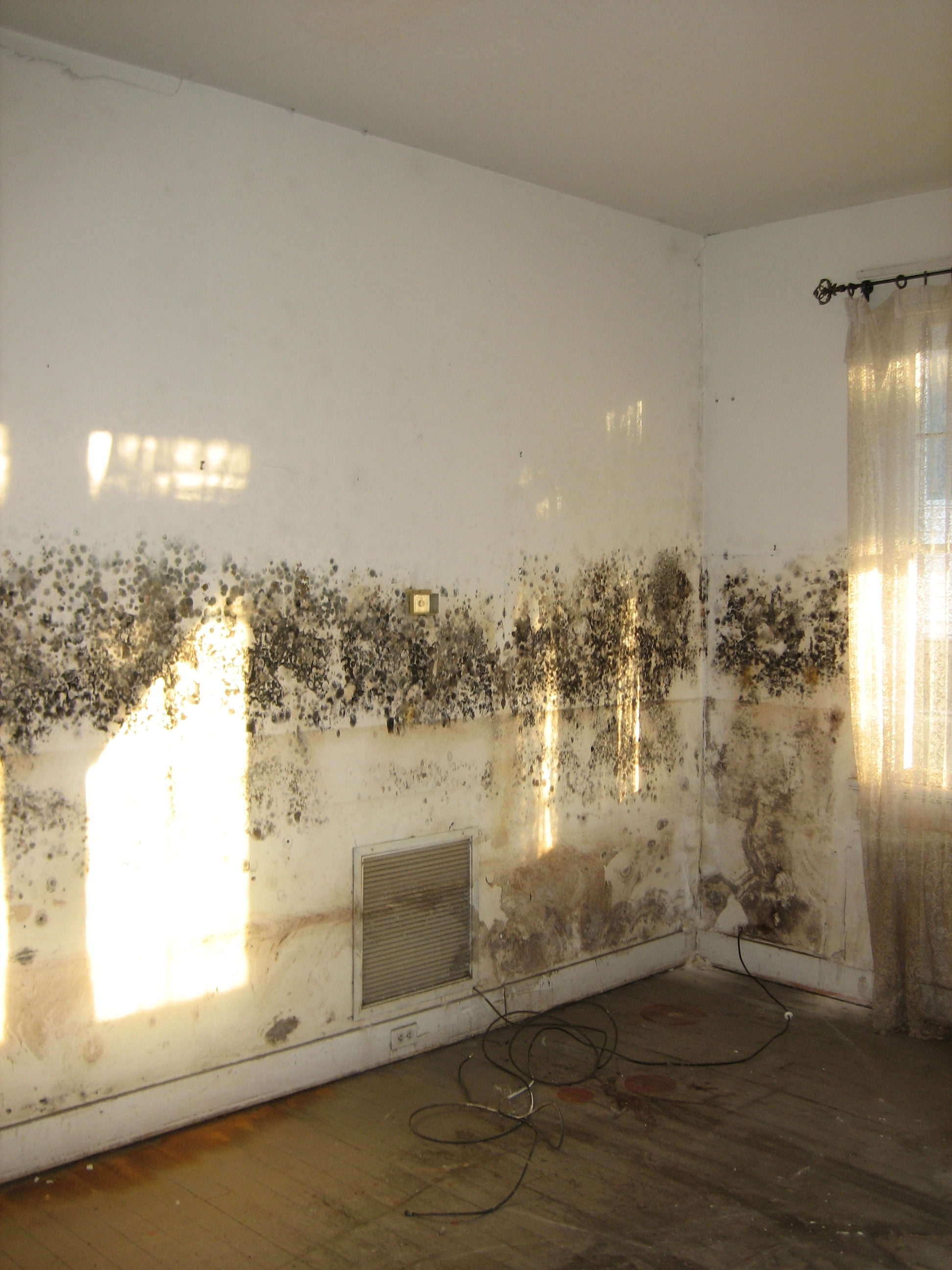
Beschimmelde muren na wateroverlast.
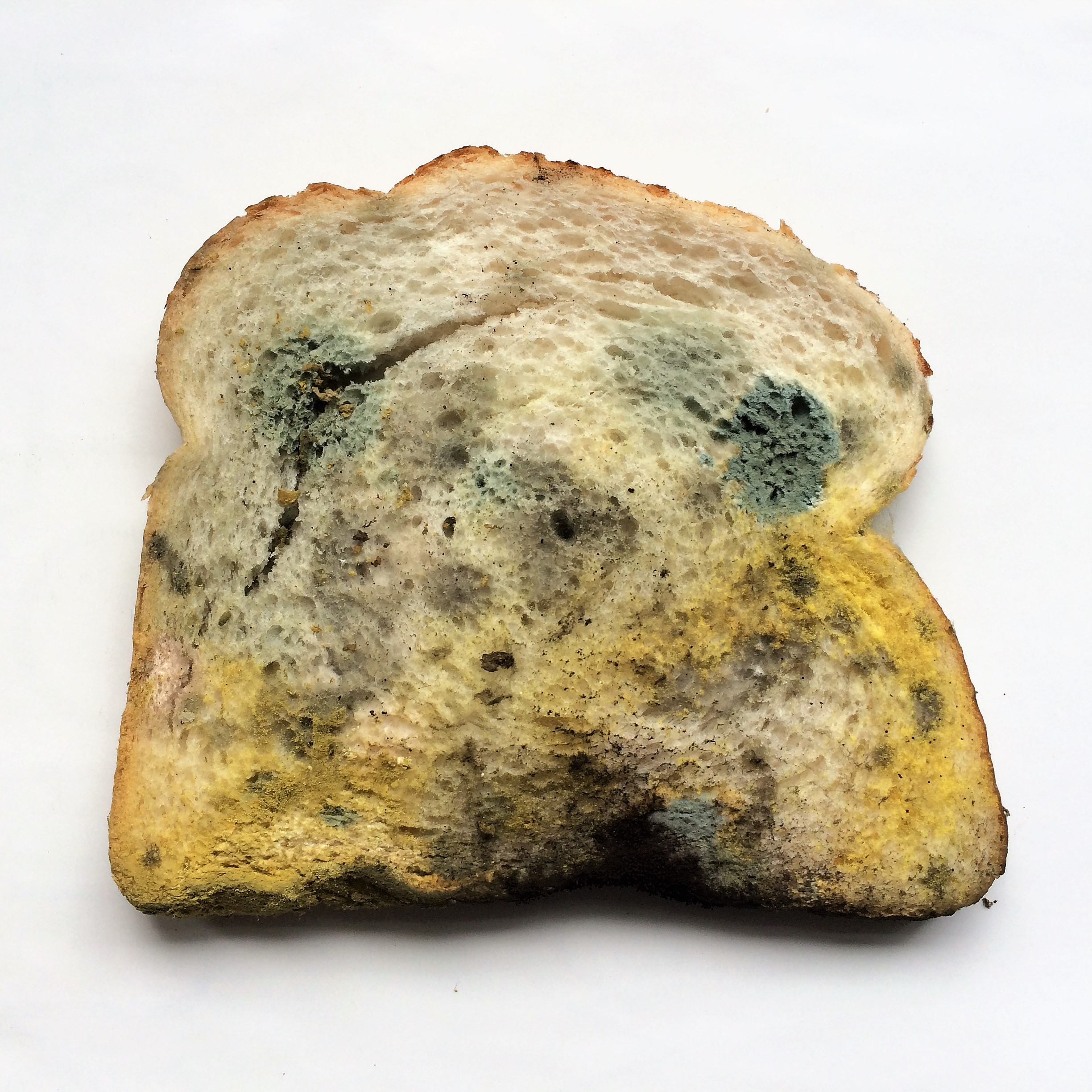
beschimmelde boterham

### Eetbare schimmels

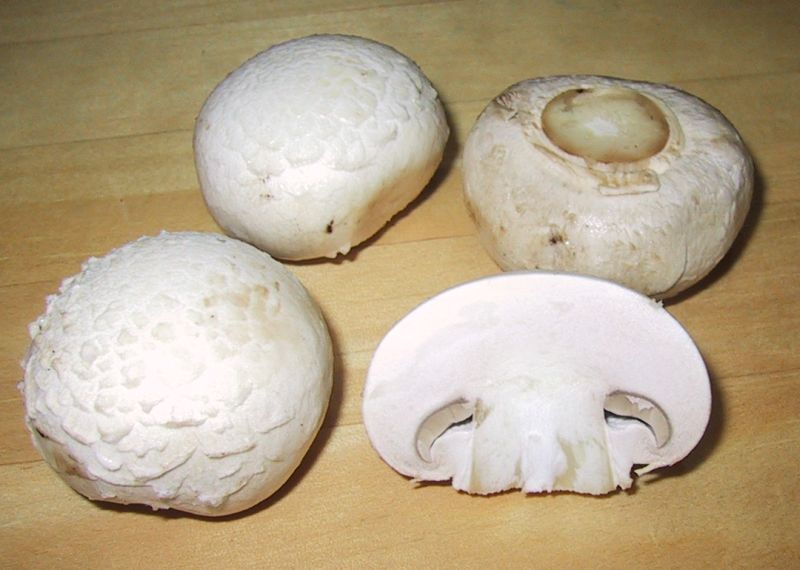
gewone champignon uit de winkel

Schimmels worden vaak op directe of indirecte wijze als voedingsmiddel gebruikt:
- Agaricus bisporis: de gewone champignon
- Sojasaus, gemaakt van door een schimmel gefermenteerde sojabonen
- Quorn: voedingsmiddel gemaakt door een schimmel (Fusarium venenatum), wordt gebruikt als vleesvervanger